# Barbara Pollastrini
 (juin 2020).
Si vous disposez d'ouvrages ou d'articles de référence ou si vous connaissez des sites web de qualité traitant du thème abordé ici, merci de compléter l'article en donnant les références utiles à sa vérifiabilité et en les liant à la section « Notes et références ».
Barbara Pollastrini (née le 30 septembre 1947 à Darfo Boario Terme) est une personnalité politique italienne.

## Biographie
Pendant les événements de 1968, Barbara Pollastrini se lie à l'organisation d'inspiration maoïste, « Servir le peuple » qu'elle dirige à Milan. Diplômée en langues et littératures étrangères à l'université Bocconi, elle enseigne à l'université d'État à Milan et adhère au Parti communiste italien dont elle devient secrétaire municipale jusqu'en 1992, date à laquelle elle devient députée.
Accusée de corruption pendant l'opération Mains propres mais est totalement disculpée en 1996 — elle se retire alors de la vie publique. Elle y revient en 1999 pour faire partie du comité exécutif du Parti des démocrates de gauche et elle devient la coordinatrice nationale des femmes des DS.
Elle est réélue députée en Lombardie en 2001 et 2006.
Elle devient le 17 mai 2006, ministre pour les Droits et l'Égalité de traitement dans le gouvernement Romano Prodi II. Son nom est rapidement associé au projet de loi sur le pacs (qui porte le nom de Dico — acronyme de DIritti e doveri delle persone stabilmente COnviventi — Droits et devoirs des personnes concubines de façon stable).